# Infierno, canto trigésimo tercero

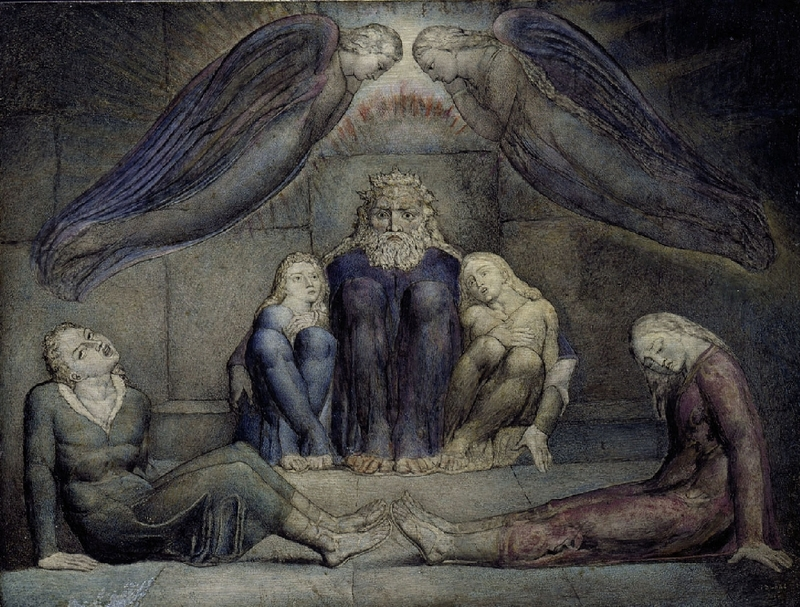
El conde Ugolino, imaginado por William Blake

El canto trigésimo tercero del Infierno de Dante Alighieri se sitúa en la segunda y tercera zona del noveno círculo, en el hielo del Cocito, donde son castigados respectivamente los traidores a la patria y el partido y los traidores de los huéspedes. Se sitúa en la tarde del 9 de abril de 1300 (Sábado Santo), o, según otros comentadores, del 26 de marzo de 1300.

## Incipit
"Canto XXXIII, ove tratta di quelli che tradirono coloro che in loro tutto si fidavano, e coloro da cui erano stati promossi a dignità e grande stato; e riprende qui i Pisani e i Genovesi."
(anónimo comentador dantesco del siglo XIV).
(traducción: Canto XXXIII, donde trata de los que traicionaron a los que confiaron plenamente en ellos, y de aquellos por quienes habían sido promovidos a dignidad y gran estado; y aquí recupera a los pisanos y a los genoveses.)

## Análisis del canto

### La narración del conde Ugolino - versos 1-78
Alzó la boca del fiero pasto

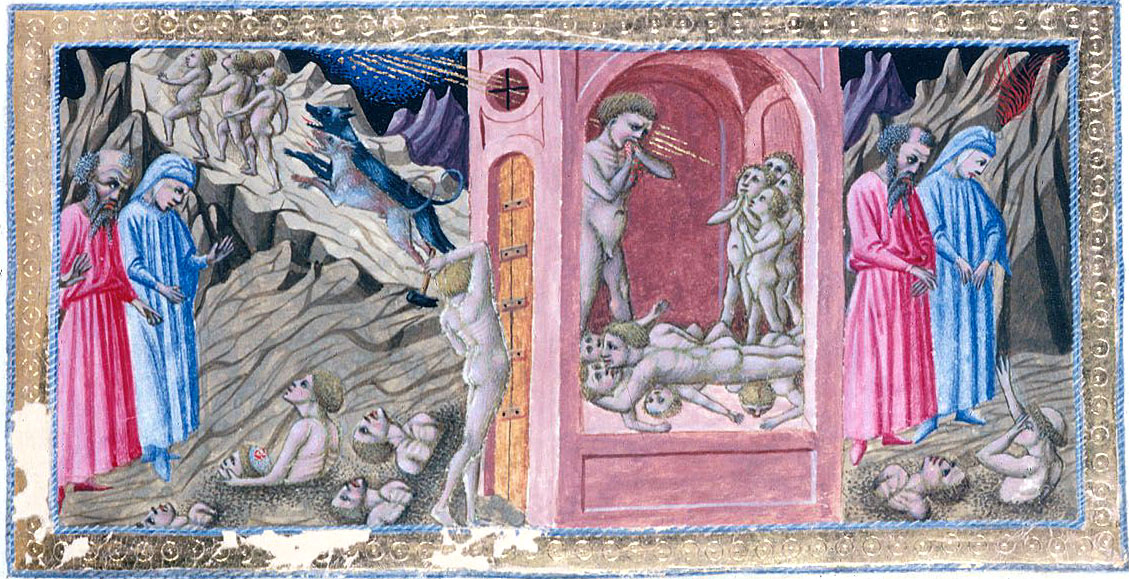
Canto 33, Priamo della Quercia (c.1403–1483).

aquel pecador, limpiándola en el pelo

de la testa que por detrás devastaba.

Luego empezó:...
vv. 1-4

Inicia así uno de los cantos más famosos de todo el Infierno. En los últimos tercetos del canto precedente Dante había sido atraído por la figura de un condenado que roía de la nuca de otro, y movido de curiosidad hacia tanta bestialidad, preguntó al pecador de arriba quién era y por qué se retorcía así sobre el otro, prometiéndole llevar en el mundo de los vivos su historia quizás haciendo conocer las razones de su odio y si estas hubiesen sido justificables.
Esta canto inicia entonces con la macabra figura de canibalismo, enseguida enfatizada por la referencia a la boca de Ugolino y por la referencia al pasto feroz. Él levanta la boca del pasto, limpiándola con los cabellos de la cabeza que estaba mordiendo, y comienza a hablar. 
Dice que él hablará del atroz dolor que solo al pensar en él le aprieta el corazón, y así inicia a hablar y lagrimar (se trata de la figura literaria zeugma, en la misma expresión usada también por Francesca de Rímini, pero con otro significado, porque en aquel caso el llanto se debía al recuerdo de la buena vida): ya con esta premisa se introduce el tono dramático de la escena siguiente y el eco del odio y del dolor.

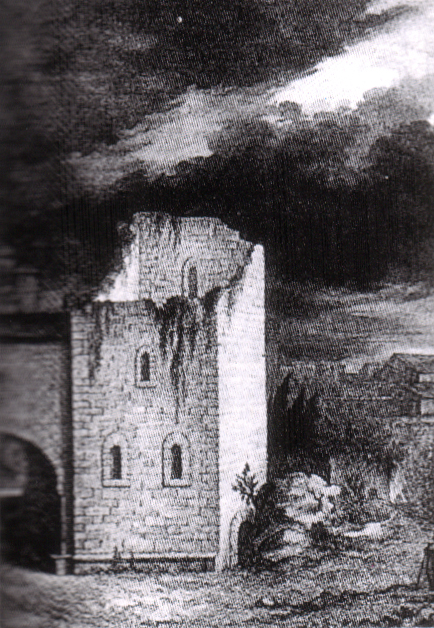
La Torre del Hambre, incisión de Giovanni Paolo Lasinio (1865).

Si Dante es florentino, sigue el pecador, debería acordarse del Conde Ugolino della Gherardesca y del Arzobispo Ruggieri de Pisa (para sí mismo utiliza el "fui", para el arzobispo el "es" porque el distinto tiempo verbal se refiere al cargo episcopal de Ruggieri, que perdura en la "segunda vida"): en efecto Ugolino es un personaje clave de la política toscana del '200. Conde de Donoratico, de noble y antigua familia gibelina, Ugolino se alió con Giovanni Visconti, líder de los güelfos, para proteger algunas de sus posesiones en Cerdeña de las miras del Comune de Pisa, regido entonces por los güelfos. Por esta ambigüedad política viene echado una primera vez de Pisa, pero reentró en el 1276 con la ayuda de Florencia y de la lega güelfa. Desde entonces él estuvo del lado de los que dirigían la política ciudadana y quizás guio también la flota en la batalla contra Génova. Después de la derrota en Meloria (1284) él devino apoderado de Pisa, mientras que Génova, Florencia y Lucca se estaban uniendo en contra de Pisa. Para romper el bloque compacto de los adversarios, demasiado poderoso para ser contrastado solo por Pisa, él hizo pasar de su parte a Lucca y a Florencia cediéndoles a ellos algunos castillos de las ciudades rivales, debilitando los límites, pero después de todo logrando salvar la situación. En el 1285 se alió con Nino Visconti, nieto de Giovanni, si bien pronto nació entre los dos algunas diferencias respecto a las posesiones sardas. En el 1288 volvieron a Pisa los prisioneros de la Meloria y, uniéndose alrededor del Arzobispo Ruggieri de los Ubaldini, encabezaron una revuelta popular contra Visconti, durante una ausencia de Ugolino. Vuelto este inmediatamente a la ciudad, una nueva revuelta agitada por Ruggieri lo capturó y encarceló en la Torre della Muda, donde fue dejado morir de hambre junto a sus dos hijos adultos y dos nietos, de los cuales uno era adolescente. Dante retoma esta historia pero se inclina sobre la traición del Arzobispo, que habría hecho entrar a Ugolino a Pisa con la mentira de una reconciliación. Además, para un mayor tono dramático, imagina que los cuatro prisioneros que están encerrados con Ugolino son todos sus hijos adolescentes. Del porqué de esta elección narrativa hablaremos más adelante.
La narración de Ugolino en el Infierno inicia entonces con la premisa que el cuento se enfocará sobre como la muerte mia fue cruda, así Dante pueda evaluar después si es justo o no que muerda la cabeza de Ruggieri. La historia inicia in medias res, porque Dante, toscano, debería bien conocer como él fue arrastrado a la traición y encarcelado, pero ninguno, dice Ugolino, sabe qué sucedió en verdad en aquella torre.

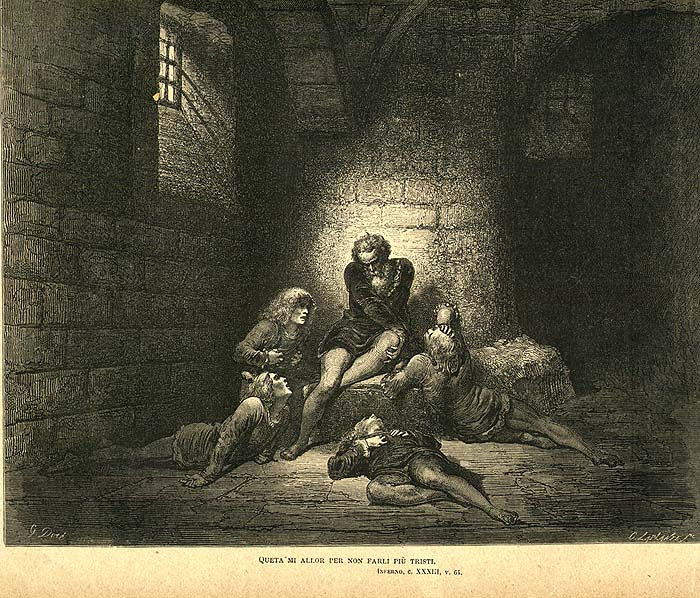
Gustave Doré:
Aquietéme entonces por más no acongojarlos

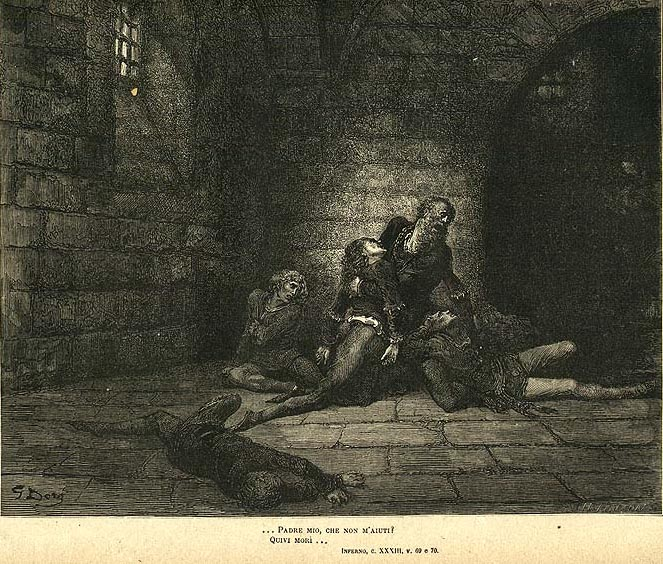
Gustave Doré:
... "Padre mío, ¿porqué no me ayudas?"
Y allí murió. ...

La narración se desarrolla "cinematográficamente", enmarcando la ventana de la Torre della Muda, que de Ugolino tomó el nombre de Torre del Hambre, y entrando en la habitación de los prisioneros, donde Ugolino mira la luna desde hace muchas noches. En una de estas noches tiene un sueño que del futuro me descorrió el velo (la violencia de la expresión del verso 27 puede indicar la dureza del golpe que aquello representó para Ugolino) y que es el preludio de la historia: el arzobispo estaba a la cabeza de una competición de caza sobre el Monte di San Giuliano (el monte que cubre Lucca de la vista de los pisanos) buscando al lobo y a sus crías (que simbolizan a Ugolino y sus hijos y representan aquí las presas, pero a su vez animales peligrosos), con perras flacas, amaestradas y famélicas (el pueblo, flaco por la pobreza) y guían la competición los Gualandi, los Sismondi y los Lanfranchi, importantes familias de Pisa. Pronto los lobos están cansados y los perros los alcanzan hiriéndolos a los costados con los afilados dientes.
El día siguiente Ugolino siente llorar a sus hijos y les escucha pedir pan: la narración es interrumpida por un reproche de Ugolino que le dice a Dante (pero también al lector) que es bien cruel si todavía no siente dolor por lo que estaba por suceder: después de todo, si no llora por esto, ¿por qué cosas lo hace? En el fondo Ugolino todavía no dijo nada de terrible, pero estas interrupciones aumentan la expectativa trágica y enfatizan el gran crescendo del episodio.
En la hora en la cual generalmente era llevada la comida, él sintió que cerraban la puerta de la horrible torre. En silencio Ugolino mira en la cara a sus hijos, y su mirada ya debía estar llena de desesperada tortura porque Anselmo dice: "¿Mírate, padre, que tienes?". Pero Ugolino no responde, incapaz de hablar y llorar. Pasa un día entero, y una noche y otro día todavía: un rayo de sol le muestra como su desesperación y flaqueza están pintadas, como en un espejo, sobre las caras de los hijos y por el dolor Ugolino se muerde las manos. En este pasaje se revela ya como Ugolino, extraño a cualquier forma de arrepentimiento o espiritualidad, se haya ya transformado en aquella suerte de piedra viviente que será su castigo en el Cocito congelado.
A lo que, creyendo que lo hiciese por el hambre, se levantaron los hijos y le ofrecieron de comerse a ellos, de tirar de aquellas carnes que él había hecho: se calmó después para no entristecerlos, y ese día y el siguiente estuvieron callados. De nuevo una invectiva que señala una pausa y prepara al sucesivo capítulo de la trágica narración: "Ay dura tierra, ¿por qué no te abriste?"
Al cuarto día, Gaddo se tiró a los pies de Ugolino, pidiendo ayuda, y así murió. Y así vio caer a los otros tres uno por uno entre el quinto y el sexto día. Después, con Ugolino ya ciego, empezó a avanzar a tientas sobre arriba de cada uno invocándolos con dolor. Después, más que el dolor, pudo el ayuno. Sobre este último verso algunos leyeron la confesión de canibalismo, a pesar de que comparándolo con el resto de las palabras del conde parece más lógico interpretarlo como el hecho que más que por el dolor él murió de hambre. Comentadores como Francesco De Sanctis y Jorge Luis Borges (este último en el ensayo dantesco entitulado "El falso problema de Ugolino") han hipotizado que la expresión es, en cierta medida, deliberadamente ambigua y "oscura", estimulando la imaginación del lector, insinuando la duda y la incerteza sobre qué pasó para hacer el verso más misterioso y sugestivo.
Entonces Ugolino deja de hablar, retuerce los ojos para ver a Ruggieri y con violento odio retoma a morder la cabeza mísera, con dientes fuertes como los de los perros: se cierra de esta forma descaradamente horrorífica la narración en primera persona más larga del Infierno y Dante, en la parábola del encuentro con los dos pecados, describió los motivos de aquel odio que ahora parece casi justificar el suplemento de la pena hacia el arzobispo, quien en tanto se había quedado callado e inmóvil como una piedra. En su insaciabilidad y en el continuo repetirse del dolor también Ugolino vive así un aumento de su pena infernal. 
Para un estudio más profundo de algunos elementos del episodio véase el párrafo Puntos notables.

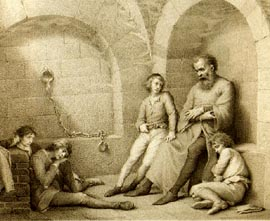
Francesco Scaramuzza, El inicio del encarcelamiento.
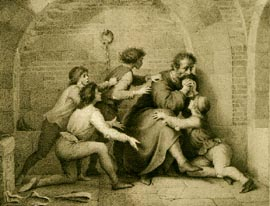
Francesco Scaramuzza, La muerte de Gaddo.
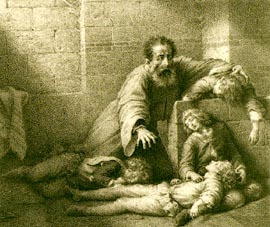
Francesco Scaramuzza, La muerte de los otros hijos.

### Invectiva contra Pisa - vv. 79-90
Ah Pisa, vituperio de las gentes
v.79

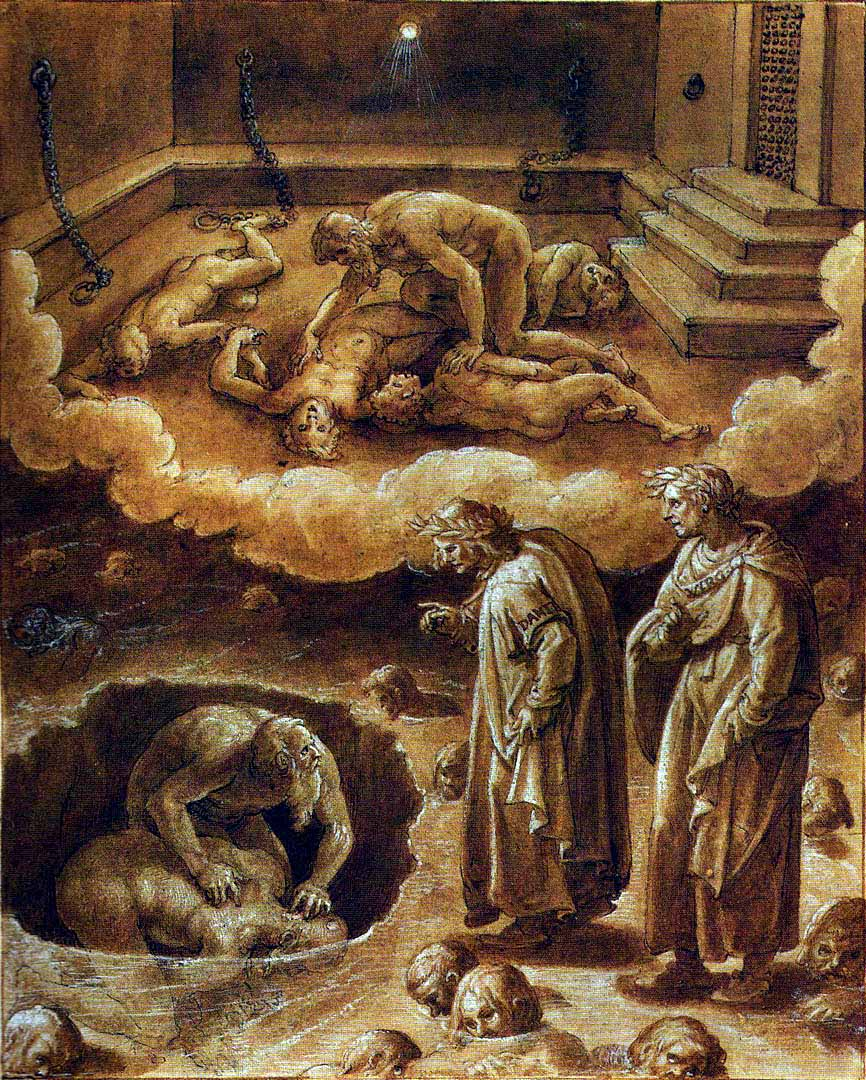
Narración de Ugolino, Giovanni Stradano, 1587.

Dante se lanza entonces a una violenta invectiva contra Pisa, pidiendo, con un adyanaton, una destrucción apocalíptica de la ciudad, dado que sus vecinos son demasiado lentos, con el moverse de las islas de Capraia y Gorgona que, en una escena bíblica, cierren la boca del Arno haciendo inundar la ciudad  "¡y que sus aguas aneguen a todas las personas!"
Pisa es de hecho culpable de haber renovado los delitos por la cual era famosa Tebas encerrando, junto al conde (también culpable por la cesión de castillos), también a los hijos, inocentes por la edad nueva.

### La Tolomea: los traidores de los huéspedes - vv. 91-108
Después, Dante y Virgilio siguen el camino penetrando en la tercera zona del noveno círculo, la Tolomea (el nombre proviene del rey Ptolomeo que mató al huésped Pompeyo). Los pecadores aquí yacen hacia arriba. Su llanto no es posible porque las lágrimas se congelan sobre los ojos creando una pantalla como de cristal, que no deja salir las lágrimas, es más, las empuja al cuerpo causándoles más dolor. Y si bien Dante sentía su cara insensible y dura por el frío, él cree sentir un viento, que lo empuja a pedir explicaciones a Virgilio (de hecho en el Infierno no tienen valor las leyes físicas de la tierra, no circulan los vapores y por eso no se tienen ni vientos ni lluvias). Pero Virgilio le responde que lo entenderá cuando vea la causa de este: en realidad solo se trata de una anticipación para preparar al lector a la aparición de Satanás (en el siguiente canto se verá que el viento es producido por el movimiento de las alas de Lucifer).

### Fray Alberigo, Branca Doria - vv. 109-150
Mientras prosiguen, un alma, que quizás los confundió con dos pecadores, los llama pidiéndoles que remuevan el hielo de sus ojos, para permitirle llorar un poco: pero Dante responde que lo hará si se presenta, y que bajará al fondo del Infierno si no respeta el pacto (frase ambigua porque Dante irá igualmente).
Responde entonces el alma que es fray Alberigo, aquel "de la fruta del mal huerto" (que hizo matar a los comensales dando a los sicarios como señal la orden de traer la fruta), a quien aquí "retomo dátil por higo" (v. 120). ¿Quiere quizás decir que está pagando una pena mayor de la culpa? Y al estupor de Dante que lo cree vivo, responde que es una ventaja (en tono sarcástico) de la Tolomea: los condenados que traicionan el sagrado vínculo de la hospitalidad caen aquí antes que Átropos (una de las tres Parcas) corte el hilo de la vida, apenas cometido el pecado, mientras un diablo hace estar vivos los cuerpos hasta la muerte. Sobre la explicación de este mecanismo, que entre otras cosas excluye la confesión, el arrepentimiento y la sucesiva redención para cualquier cristiano, no hay ninguna referencia en la teología medieval ni en los escritos de los Padres de la Iglesia. Parece que Dante la concibió inspirándose en el Evangelio de Juan cuando dice que apenas después que Judas Iscariote traicionó a Jesús, tragando la mordida que lo indicaba a los soldados del sumo sacerdotes (y por lo tanto violando la sacralidad convivial), Satanás entró dentro de él inmediatamente. Además permite a Dante citar personas todavía vivas en el 1300.
Continuando con la historia, Alberigo, para que Dante esté más satisfecho y además le seque las lágrimas heladas, agrega que la sombre detrás de él es Branca Doria y que está allí desde hace muchos años: Dante se sorprende porque lo conoce todavía en vida ("porque Branca Doria no murió todavía, / y come y bebe y duerme y viste paños"), pero Alberigo dice que antes que muriese Michele Zanche, por él asesinado, quien hierve en la brea con los Malebranche (alusión a lo descrito en el canto XXII), él sustituyó su cuerpo por un diablo, y así también lo hizo un pariente suyo culpable del mismo crimen. Insistiendo Alberigo pide por tercera vez que le abra Dante los ojos. Pero con la solemnidad dada en la neta cesura a mitad del verso 149, Dante dice: Y no se los abrí. La cortesía (es decir un acto moralmente recto) con él fue un ser villano. Dante maduró desde cuando Virgilio lo retó en el canto XX por las lágrimas que lloró por los condenados: es plenamente consciente de la justicia divina y toma distancia de aquellos que provocaron la ira. En la contorsión de los valores que reina en el Infierno, tener piedad consiste en no tener piedad.

### Invectiva contra Génova - vv. 151-157
El canto se concluye con una segunda invectiva, esta vez contra los genoveses como Branca Doria (Hombres extraños / a todo orden y llenos de toda lacra): puedan estar dispersos en el mundo, porque un conciudadano de ellos se encuentra en el Cocito, junto al peor de los romaños, mientras en el mundo este último parece todavía vivo.
Las invectivas contra las ciudades son infrecuentes en el Infierno y están provocadas por un sentimiento de indignación del poeta hacia ciertos específicos condenados: además de aquella contra Pisa, en este mismo libro está aquella contra Pistoya (XXVI) y aquella contra Florencia (XXVII).

## Puntos notables

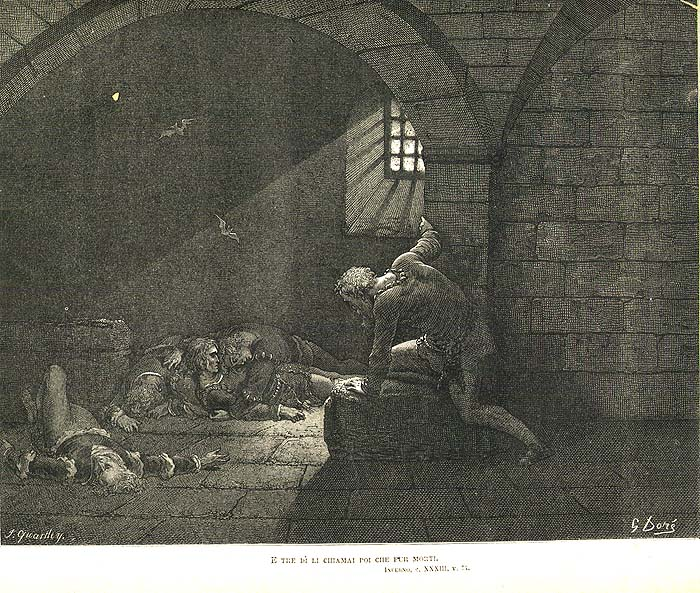
Gustave Doré, "Y dos días los llamé, luego de muertos."

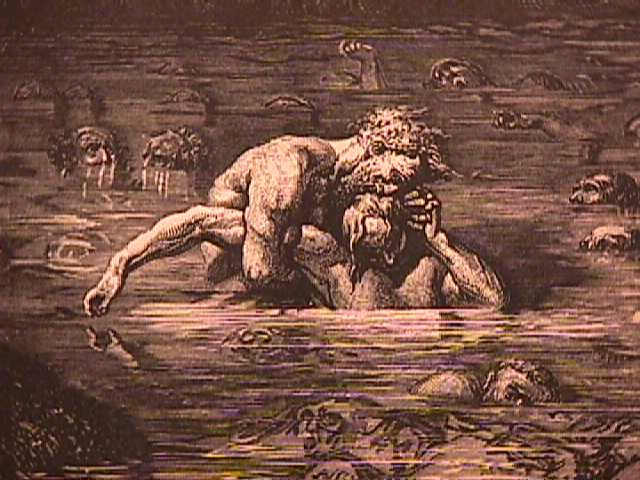
Gustave Doré, Ugolino que muerde al Arzobispo Ruggieri

Se puede decir que en este canto prevalga el aspecto teatral, visible ya en la subdivisión de los cantos, que anticipa el encuentro con los personajes y el pedido de Dante en el precedente, en modo de focalizar directamente la atención sobre el conde, que inicia así un largo monólogo al cual no le seguirá ninguna respuesta por parte del protagonista. También los motivos y las descripciones están particularmente reducidas, dejando al centro solo la palabra en boca del condenado, el cual aprovecha para defenderse: él de hecho no habla de su propio pecado, es más se declara desesperado no porque está condenado en el Infierno, sino por el dolor que le provocó lo que sufrió en vida (vv. 4-5 "Tú quieres que renueve / el atroz dolor que el corazón me aprieta"). En fin, él se pone no como pecador, sino como víctima. Habla poco de la pelea política en la que se vio enredado (vv. 16-18, "Que por efecto de sus malos pensamientos, / fiándome de él, caí preso / y fui muerto, no hace falta decirlo") en lugar de decirnos su versión de los hechos, se alarga sobre la condena que sufrió, que narra en forma altamente patética. Dante hace un fresco sobre el mal en general, pero siempre da varios indicios para ayudar al lector a distinguir a los inocentes de los culpables, es decir las verdaderas víctimas (los hijos y los nietos del conde con él encerrados: v. 88, "Inocentes los hacía la edad nueva") de la actitud bien distinta del padre (le llegan a ofrecer hasta sus propias carnes), encerrado en su propia desesperación. La llamada a la tierra para que se abra revela la falta de prospectiva espiritual, de fe en la justicia superior de Dios, incapaz de hablar hasta el final, cuando la palabra es ya inútil (v. 74 "y dos días los llamé, luego de muertos"), y tampoco puede llorar. Él es "ciego" (v. 73) - y tal palabra no es casual, como testimonia su uso en otras partes del poema: el Infierno, por ejemplo, está definido como "ciega cárcel", no refiriéndose a una ceguera física, sino espiritual - a diferencia de los hijos, a tal punto que son similares a Jesús (Gaddo muriendo grita, en el v. 69: "Padre mío, ¿porqué no me ayudas?", justamente como Cristo, y más tarde Dante acusa a Pisa de haber puesto a los adolescentes "en esa cruz", v. 87). Por eso queda confinado en su aspecto no más humano, sino bestial, como indican varios palabras del poema (v. 133 del XXXII: "bestial seña"; v. 1 "fiero pasto"; v. 76 "ojos torvos"; v. 78 "como de un perro"), fijado en su eterno acto de canibalismo.
Hay que notar que si en el imaginario colectivo Ugolino come a sus hijos, el texto dantesco es ambiguo, y los críticos lo revelaron. La frase después, más que el dolor, pudo el ayuno se puede interpretar también en el sentido de una muerte por hambre que produce en lugar de la muerte por dolor. En particular, Jorge Luis Borges en el libro Nueve ensayos dantescos, observa que el mismo Dante quiso que nosotros creyeramos que Ugolino mató a sus hijos, y que no los mató, con una ambivalencia insoluble.
Pero Dante alteró a sabiendas la historia de Ugolino para meter en escena aquella que fue definida por Francesco De Sanctis como "tragedia de la paternidad". Desde la estancia como exiliado en el Castillo de Poppi Dante tuvo la oportunidad de conocer y de quedar en contacto epistolarmente con la condesa della Gherardesca, hija huérfana de Ugolino, por lo tanto el poeta estaba seguramente en conocimiento de como se habían sucedido realmente los hechos: de como en la torre había dos hijos y dos nietos de Ugolino, no todos hijos suyos, y de como entre ellos había solo un adolescente, mientras los otros tenían más de 18 años y el más grande de ellos tampoco era inocente porque ya estaba manchado de delitos. Pero a Dante solo le interesaba la tragedia, puesta en escena en sus formas más esenciales: los adolescentes en este caso son símbolos de inocencia.
La desesperación de Ugolino se debe a la impotencia delante del sufrimiento de sus hijos, causado por su conducta: en ningún punto de la historia él se lamenta por su muerte. En este caso algunos vieron también en transparencia la figura de Dante, que exiliado por sus incuestionables ideas políticas, decidido a no pactar con el Comune de Florencia condenó, según las leyes de la época, también a sus hijos al exilio no apenas ellos hubieses alcanzado la edad para la aplicación de la norma. Entonces también Dante es un padre que ve sufrir a sus propios hijos por su causa y por lo tanto es innegable que al menos prueba inquietud por sus "inquebrantables" ideas políticas. Por esto se enoja tanto con quien condena a los inocentes con los padres, llegando así a la brutal invectiva contra Pisa.
Si el conde Ugolino es quizás uno de los más célebres personajes de la entera Divina Comedia, no hay que olvidarse que el canto sigue después de su encuentro. Dante nos presenta a fray Alberigo, víctima de su propio engaño, revelando otra técnica peculiar del Infierno, es decir el enfocarse en personajes "altos" y "bajos" (el episodio de Ugolino está encuadrado en los cantos XXXII y XXXIII de traidores violentos y "plebeyos"), enfatizado también por las dos invectivas contra Pisa y Génova, que ambas cierran una secuencia. Ello testimonia la indignación de Dante, dirigida al conjunto de pecadores. Esta operación se puede unir al canto XIII, donde, de la misma forma que aquí, el tono del canto se baja bruscamente después de haber presentado al personaje "alto", Pier delle Vigne, con la introducción de la movida y grotesca escena de los derrochadores y después de un personaje que queda anónimo. El objetivo perseguido por Dante con esta técnica de poner personajes "altos" y "bajos" y entre distintos tonos y registros narrativos es el de representar la totalidad del mundo en todas sus facetas.